# Ulises Mendívil
Ulises Mendívil Armenta (ur. 3 września 1980 w Ciudad Constitución) – meksykański piłkarz występujący na pozycji napastnika.

## Kariera klubowa
Mendívil jest wychowankiem akademii juniorskiej zespołu Club Atlas z siedzibą w mieście Guadalajara. Jeszcze zanim został włączony do seniorskiej drużyny, udał się na wypożyczenie do drugoligowej filii klubu, Atlético Cihuatlán, gdzie spędził rok, będąc jednym z najlepszych strzelców zespołu. Po powrocie do swojej macierzystej ekipy zadebiutował w meksykańskiej Primera División w wieku dwudziestu trzech lat za kadencji szkoleniowca Sergio Bueno, 1 listopada 2003 w przegranym 1:4 spotkaniu z Tigres UANL. Premierowego gola w najwyższej klasie rozgrywkowej zdobył natomiast 16 kwietnia 2005 w zremisowanej 1:1 konfrontacji z tym samym rywalem. Nie potrafił sobie jednak wywalczyć pewnego miejsca w pierwszym składzie Atlasu i pełnił głównie rolę rezerwowego swojej drużyny, wobec czego w styczniu 2006 został wypożyczony na sześć miesięcy do drugoligowej filii zespołu, Coyotes de Sonora. Tam był podstawowym piłkarzem ekipy, regularnie wpisując się na listę strzelców, jednak nie zdołał zanotować poważniejszych osiągnięć.
Latem 2006 Mendívil, również na zasadzie wypożyczenia, powrócił do pierwszej ligi, przenosząc się do klubu Jaguares de Chiapas z siedzibą w Tuxtla Gutiérrez. W barwach tej drużyny spędził rok, jednak pełnił w nim wyłącznie rolę rezerwowego i ani razu nie zdołał wpisać się na listę strzelców w rozgrywkach ligowych. W styczniu 2008, powrocie do Atlasu, zajął z nim drugie miejsce w turnieju kwalifikacyjnym do Copa Libertadores – InterLidze, lecz wciąż nieregularnie pojawiał się na boiskach. Na początku 2009 roku został wypożyczony po raz kolejny, tym razem do zespołu CF Pachuca, w którego barwach odniósł największe sukcesy w swojej karierze; w wiosennym sezonie Clausura 2009 wywalczył tytuł wicemistrza Meksyku i drugi raz z rzędu zajął drugie miejsce w InterLidze. Po upływie roku, mimo iż był głównie rezerwowym dla graczy takich jak Edgar Benítez czy Juan Carlos Cacho, zarząd Pachuki zdecydował się wykupić go na stałe. W 2010 roku triumfował ze swoją drużyną w najbardziej prestiżowych rozgrywkach północnoamerykańskiego kontynentu – Lidze Mistrzów CONCACAF, z dziewięcioma golami na koncie zostając królem strzelców tej edycji rozgrywek.
W lipcu 2010 Mendívil został zawodnikiem drużyny Atlante FC z miasta Cancún, gdzie spędził pół roku jako rezerwowy, nie odnosząc żadnych sukcesów, po czym przeszedł do ekipy Club Necaxa z siedzibą w Aguascalientes. Tam również sporadycznie wybiegał na ligowe boiska, na koniec rozgrywek 2010/2011 spadając z tym zespołem do drugiej ligi meksykańskiej. Bezpośrednio po relegacji Necaxy podpisał umowę z drugoligowym CD Irapuato, w którego barwach również występował przez sześć miesięcy, ani razu nie wpisując się na listę strzelców. W styczniu 2013, po roku bezrobocia, przeniósł się do innego drugoligowca, Altamira FC, a po upływie pół roku wyjechał do Gwatemali, gdzie podpisał kontrakt z drużyną Xelajú MC z siedzibą w mieście Quetzaltenango. W Liga Nacional de Guatemala zadebiutował 4 sierpnia 2013 w przegranym 1:4 meczu z Suchitepéquez, natomiast premierowego gola w lidze gwatemalskiej strzelił 25 sierpnia tego samego roku w wygranym 1:0 pojedynku z Halcones.
| Sezon     | Klub                | Kraj      | Rozgrywki                  | Mecze | Bramki |
| --------- | ------------------- | --------- | -------------------------- | ----- | ------ |
| 2002/2003 | Atlético Cihuatlán  | Meksyk    | Ascenso MX                 | 24    | 12     |
| 2003/2004 | Club Atlas          | Meksyk    | Liga MX                    | 12    | 0      |
| 2004/2005 | Club Atlas          | Meksyk    | Liga MX                    | 11    | 4      |
| 2005/2006 | Club Atlas          | Meksyk    | Liga MX                    | 8     | 2      |
| 2005/2006 | Coyotes de Sonora   | Meksyk    | Ascenso MX                 | 19    | 11     |
| 2006/2007 | Jaguares de Chiapas | Meksyk    | Liga MX                    | 13    | 0      |
| 2007/2008 | Club Atlas          | Meksyk    | Liga MX                    | 20    | 6      |
| 2008/2009 | Club Atlas          | Meksyk    | Liga MX                    | 7     | 0      |
| 2008/2009 | CF Pachuca          | Meksyk    | Liga MX                    | 11    | 6      |
| 2009/2010 | CF Pachuca          | Meksyk    | Liga MX                    | 21    | 8      |
| 2010/2011 | Atlante FC          | Meksyk    | Liga MX                    | 10    | 0      |
| 2010/2011 | Club Necaxa         | Meksyk    | Liga MX                    | 6     | 0      |
| 2011/2012 | CD Irapuato         | Meksyk    | Ascenso MX                 | 5     | 0      |
| 2012/2013 | Altamira FC         | Meksyk    | Ascenso MX                 | 2     | 1      |
| 2013/2014 | Xelajú MC           | Gwatemala | Liga Nacional de Guatemala |       |        |